# Sergei Michailowitsch Kosminin
Sergei Michailowitsch Kosminin (russisch Сергей Михайлович Космынин; * 26. Mai 1964 in Meschduretschensk) ist ein ehemaliger sowjetischer Judoka, der ab 1993 für Russland startete. Er gewann drei Bronzemedaillen bei Weltmeisterschaften und war zweimal Europameister.

## Sportliche Karriere
Kosminin trat meist in der Gewichtsklasse bis 65 Kilogramm an. 1983 war er Zweiter bei den Juniorenweltmeisterschaften und Fünfter bei den Junioreneuropameisterschaften. 1984 gewann er dann Silber bei den Junioreneuropameisterschaften. 1986 siegte er bei der Spartakiade in Kiew und bei den Weltmeisterschaften der Studierenden in São Paulo. Im Februar 1987 gewann er den sowjetischen Meistertitel. Bei den Europameisterschaften 1987 in Paris besiegte er im Kampf um eine Bronzemedaille den Polen Janusz Pawłowski. Im Jahr darauf bei den Europameisterschaften in Pamplona gewann er wieder eine Bronzemedaille. Ende 1988 siegte er bei den Weltmeisterschaften der Studierenden in Tiflis.
1989 gewann Kosminin seinen zweiten sowjetischen Meistertitel. Bei den Europameisterschaften 1989 in Helsinki erreichte er das Finale und erhielt Silber hinter dem Franzosen Bruno Carabetta. Fünf Monate später bei den Weltmeisterschaften in Belgrad unterlag er im Halbfinale dem Jugoslawen Dragomir Bečanović, mit einem Sieg über Pavel Petřikov aus der Tschechoslowakei sicherte sich Kosminin eine Bronzemedaille. Ende 1990 siegte Kosminin beim Jigoro Kano Cup in Tokio. 1991 unterlag er im Finale der Spartakiade dem Georgier Guram Modebadse. Bei den Weltmeisterschaften 1991 in Barcelona bezwang er im Viertelfinale Jimmy Pedro aus den Vereinigten Staaten und verlor im Halbfinale gegen den Deutschen Udo Quellmalz. Mit einem Sieg über den Briten Ian Freeman sicherte sich Kosminin eine Bronzemedaille.
1992 trat keine sowjetische Mannschaft mehr an, sondern das Vereinte Team als Vertretung der Gemeinschaft unabhängiger Staaten (GUS). In Barcelona bei den Olympischen Spielen 1992 verlor Kosminin seinen Auftaktkampf gegen Pavel Petřikov durch Schiedsrichterentscheid (yusei-gachi). Ende 1992 gewann Kosminin seinen ersten russischen Landesmeistertitel. Bei den Europameisterschaften 1993 in Athen besiegte er im Viertelfinale Udo Quellmalz und im Halbfinale den für Moldau antretenden Fedor Lazarenko. Im Finale traf Kosminin auf den Letten Vsevolods Zeļonijs und gewann seinen ersten Europatitel. Bei den Weltmeisterschaften 1993 in Hamilton unterlag Kosminin im Halbfinale dem Schweizer Eric Born, im Kampf um Bronze bezwang er den Belgier Philip Laats. 
1994 wechselte Kosminin in die Gewichtsklasse bis 71 Kilogramm. Bei den Europameisterschaften in Danzig bezwang er im Halbfinale den Tschechen Josef Věnsek. Im Finale besiegte er den Franzosen Patrick Rosso und gewann seinen zweiten Europameistertitel. Ende 1994 siegte er noch einmal bei den russischen Landesmeisterschaften.